# بینتر کاناریاس
بینتر کاناریاس (به انگلیسی: Binter Canarias) یک شرکت هواپیمایی با کد یاتا NT است که در تاریخ ۱۹۸۹ میلادی تأسیس شده است. دفتر مرکزی بینتر کاناریاس در گران کاناریا، اسپانیا واقع شده‌است و قطب این شرکت هواپیمایی در فرودگاه گرن کناریا، فرودگاه لا پالما و فرودگاه تنریف شمالی قرار دارد و به ۱۳ مقصد، پرواز مستقیم انجام می‌دهد.